# Liga Mexicana del Pacífico 1986-87
La Temporada 1986-87 de la Liga Mexicana del Pacífico fue la 29.ª edición, llevó el nombre de Faustino Félix Serna y comenzó el 18 de octubre de 1986.
En esta temporada se lanzaron dos juegos sin hit ni carrera y un juego sin hit con carrera.
La temporada finalizó el 30 de enero de 1987, con la coronación de los Venados de Mazatlán al vencer 4-3 en serie final a los Potros de Tijuana.

## Sistema de competencia

### Temporada regular
La temporada regular se dividió en dos vueltas, abarcando un total de 62 juegos a disputarse para cada uno de los diez clubes. Al término de cada mitad, se asigna un puntaje que va de 1 a 5 puntos en forma ascendente, según la clasificación (standing) general de cada club. El equipo con mayor puntaje se denomina campeón del rol regular. A continuación se muestra la distribución de dicho puntaje:
- Primera posición: 5 puntos
- Segunda: 4 puntos
- Tercera: 3 puntos
- Cuarta: 2 puntos
- Quinta: 1 puntos

### Postemporada
Tras el término de la temporada regular, los ocho equipos con mayor puntaje sobre la base de las dos vueltas de la temporada regular pasan a la etapa denominada postemporada (Play-offs) donde deben ganar 5 de 9 juegos para avanzar. De esta manera, el cuarto se enfrenta como visitante al segundo del standing en una serie, mientras que el primero y el tercero hacen lo mismo a su vez.

### Semifinal
Para la etapa de semifinales, los equipos que ganen la serie del primer play-offs se enfrentan en una serie de nueve juegos donde deben ganar cinco para avanzar a la final.

### Final
Se da entre los equipos que ganaron en la etapa de Semifinal, a ganar 4 de 7 juegos.

## Calendario
- Número de Juegos: 62 juegos

## Datos Sobresalientes
- Lorenzo Retes, lanza un juego sin hit ni carrera el 26 de octubre de 1986, con los Naranjeros de Hermosillo en contra de Mayos de Navojoa, siendo el número 28 de la historia de la LMP.

- Rafael García, lanza un juego sin hit ni carrera el 9 de diciembre de 1986, con los Venados de Mazatlán en contra de Yaquis de Ciudad Obregón, siendo el número 29 de la historia de la LMP.

- Pablo Ruiz, lanza un juego sin hit con carrera el 5 de diciembre de 1986, con los Yaquis de Ciudad Obregón en contra de Mayos de Navojoa, siendo el número 6 de la historia de la LMP.

## Equipos participantes
| Liga Mexicana del Pacífico 1986-87 |                          |           |             |                           |                          |           |
| Zona                               | Equipo                   | Fundación | Mánager     | Ciudad                    | Estadio                  | Capacidad |
| Norte                              | Águilas de Mexicali      | 1948      | Por definir | Mexicali, Baja California | Nido de los Águilas      | 9,000     |
| Norte                              | Naranjeros de Hermosillo | 1944      | Por definir | Hermosillo, Sonora        | Héctor Espino            | 10,000    |
| Norte                              | Ostioneros de Guaymas    | 1945      | Por definir | Guaymas, Sonora           | "Abelardo L. Rodríguez"  | 5,000     |
| Norte                              | Potros de Tijuana        | 1948      | Por definir | Tijuana, Baja California  | Cerro Colorado           | 10,000    |
| Norte                              | Yaquis de Ciudad Obregón | 1947      | Por definir | Ciudad Obregón, Sonora    | Tomás Oroz Gaytán        | 10,000    |
| Sur                                | Algodoneros de Guasave   | 1970      | Por definir | Guasave, Sinaloa          | Francisco Carranza Limón | 8,000     |
| Sur                                | Cañeros de Los Mochis    | 1947      | Por definir | Los Mochis, Sinaloa       | Emilio Ibarra Almada     | 6,000     |
| Sur                                | Mayos de Navojoa         | 1950      | Por definir | Navojoa, Sonora           | Manuel Ciclón Echeverría | 8,000     |
| Sur                                | Tomateros de Culiacán    | 1965      | Por definir | Culiacán, Sinaloa         | General Ángel Flores     | 10,000    |
| Sur                                | Venados de Mazatlán      | 1945      | Por definir | Mazatlán, Sinaloa         | Teodoro Mariscal         | 6,000     |

## Standings

### Primera Vuelta
| Zona Norte               | Zona Norte | Zona Norte | Zona Norte | Zona Norte | Zona Norte | Zona Norte | Zona Norte |
| Equipo                   | JJ         | JG         | JP         | JE         | PCT        | JV         | PTS        |
| ------------------------ | ---------- | ---------- | ---------- | ---------- | ---------- | ---------- | ---------- |
| Águilas de Mexicali      | 29         | 20         | 8          | 1          | .714       | -          | 5          |
| Ostioneros de Guaymas    | 29         | 19         | 10         | -          | .655       | 1.5        | 4          |
| Naranjeros de Hermosillo | 29         | 16         | 13         | -          | .552       | 4.5        | 3          |
| Potros de Tijuana        | 29         | 14         | 15         | -          | .483       | 6.5        | 2          |
| Yaquis de Ciudad Obregón | 29         | 8          | 21         | -          | .276       | 12.5       | 1          |

| Zona Sur               | Zona Sur | Zona Sur | Zona Sur | Zona Sur | Zona Sur | Zona Sur | Zona Sur |
| Equipo                 | JJ       | JG       | JP       | JE       | PCT      | JV       | PTS      |
| ---------------------- | -------- | -------- | -------- | -------- | -------- | -------- | -------- |
| Venados de Mazatlán    | 29       | 15       | 14       | -        | .517     | -        | 5        |
| Tomateros de Culiacán  | 29       | 15       | 14       | -        | .517     | -        | 4        |
| Cañeros de Los Mochis  | 29       | 14       | 15       | -        | .483     | 1.0      | 3        |
| Algodoneros de Guasave | 29       | 13       | 15       | 1        | .464     | 1.5      | 2        |
| Mayos de Navojoa       | 29       | 10       | 19       | -        | .345     | 5.0      | 1        |

### Segunda vuelta
| Zona Norte               | Zona Norte | Zona Norte | Zona Norte | Zona Norte | Zona Norte | Zona Norte | Zona Norte |
| Equipo                   | JJ         | JG         | JP         | JE         | PCT        | JV         | PTS        |
| ------------------------ | ---------- | ---------- | ---------- | ---------- | ---------- | ---------- | ---------- |
| Naranjeros de Hermosillo | 32         | 20         | 12         | -          | .625       | -          | 5          |
| Águilas de Mexicali      | 31         | 19         | 12         | -          | .613       | 0.5        | 4          |
| Ostioneros de Guaymas    | 33         | 20         | 13         | -          | .606       | 0.5        | 3          |
| Potros de Tijuana        | 30         | 11         | 19         | -          | .367       | 8.0        | 2          |
| Yaquis de Ciudad Obregón | 33         | 10         | 23         | -          | .303       | 10.5       | 1          |

| Zona Sur               | Zona Sur | Zona Sur | Zona Sur | Zona Sur | Zona Sur | Zona Sur | Zona Sur |
| Equipo                 | JJ       | JG       | JP       | JE       | PCT      | JV       | PTS      |
| ---------------------- | -------- | -------- | -------- | -------- | -------- | -------- | -------- |
| Venados de Mazatlán    | 33       | 20       | 13       | -        | .606     | -        | 5        |
| Cañeros de Los Mochis  | 29       | 17       | 12       | -        | .586     | 1.0      | 4        |
| Tomateros de Culiacán  | 32       | 18       | 14       | -        | .563     | 2.5      | 3        |
| Algodoneros de Guasave | 32       | 15       | 17       | -        | .469     | 4.5      | 2        |
| Mayos de Navojoa       | 33       | 9        | 24       | -        | .273     | 11.0     | 1        |

### General
| Zona Norte               | Zona Norte | Zona Norte | Zona Norte | Zona Norte | Zona Norte | Zona Norte | Zona Norte |
| Equipo                   | JJ         | JG         | JP         | JE         | PCT        | JV         | PTS        |
| ------------------------ | ---------- | ---------- | ---------- | ---------- | ---------- | ---------- | ---------- |
| Águilas de Mexicali      | 60         | 39         | 20         | 1          | .661       | -          | 9          |
| Naranjeros de Hermosillo | 61         | 36         | 25         | -          | .590       | 4.0        | 8          |
| Ostioneros de Guaymas    | 62         | 39         | 23         | -          | .629       | 1.5        | 7          |
| Potros de Tijuana        | 59         | 25         | 34         | -          | .424       | 14.0       | 4          |
| Yaquis de Ciudad Obregón | 62         | 18         | 44         | -          | .290       | 22.5       | 2          |

| Zona Sur               | Zona Sur | Zona Sur | Zona Sur | Zona Sur | Zona Sur | Zona Sur | Zona Sur |
| Equipo                 | JJ       | JG       | JP       | JE       | PCT      | JV       | PTS      |
| ---------------------- | -------- | -------- | -------- | -------- | -------- | -------- | -------- |
| Venados de Mazatlán    | 62       | 35       | 27       | -        | .564     | -        | 10       |
| Tomateros de Culiacán  | 61       | 33       | 28       | -        | .541     | 2.5      | 7        |
| Cañeros de Los Mochis  | 58       | 31       | 27       | -        | .534     | 2.0      | 7        |
| Algodoneros de Guasave | 61       | 28       | 32       | 1        | .467     | 6.0      | 4        |
| Mayos de Navojoa       | 62       | 19       | 43       | -        | .306     | 16.0     | 2        |

| Avanza a Play-offs |

## Playoffs
|  | Primer Play Off | Primer Play Off | Primer Play Off |          |          | Semifinales | Semifinales | Semifinales |  |         | Final   | Final | Final |  |
|  |                 |                 |                 |          |          |             |             |             |  |         |         |       |       |  |
|  |                 |                 |                 |          |          |             |             |             |  |         |         |       |       |  |
|  | Guaymas         | Guaymas         | 2               |          |          |             |             |             |  |         |         |       |       |  |
|  | Guaymas         | Guaymas         | 2               |          |          |             |             |             |  |         |         |       |       |  |
|  | Mexicali        | Mexicali        | 5               |          |          |             |             |             |  |         |         |       |       |  |
|  | Mexicali        | Mexicali        | 5               |          | Mexicali | Mexicali    | 2           |             |  |         |         |       |       |  |
|  |                 |                 |                 |          | Mexicali | Mexicali    | 2           |             |  |         |         |       |       |  |
|  |                 |                 | Tijuana         | Tijuana  | 5        |             |             |             |  |         |         |       |       |  |
|  | Tijuana         | Tijuana         | Tijuana         | Tijuana  | 5        | 5           |             |             |  |         |         |       |       |  |
|  | Tijuana         | Tijuana         |                 |          |          |             |             |             |  |         |         |       |       |  |
|  | Hermosillo      | Hermosillo      | 2               |          |          |             |             |             |  |         |         |       |       |  |
|  | Hermosillo      | Hermosillo      | 2               |          |          |             |             |             |  | Tijuana | Tijuana | 3     |       |  |
|  |                 |                 |                 |          |          |             |             |             |  | Tijuana | Tijuana | 3     |       |  |
|  |                 |                 | Mazatlán        | Mazatlán | 4        |             |             |             |  |         |         |       |       |  |
|  | Los Mochis      | Los Mochis      | Mazatlán        | Mazatlán | 4        | 3           |             |             |  |         |         |       |       |  |
|  | Los Mochis      | Los Mochis      |                 |          |          |             |             |             |  |         |         |       |       |  |
|  | Mazatlán        | Mazatlán        | 5               |          |          |             |             |             |  |         |         |       |       |  |
|  | Mazatlán        | Mazatlán        | 5               |          | Mazatlán | Mazatlán    | 5           |             |  |         |         |       |       |  |
|  |                 |                 |                 |          | Mazatlán | Mazatlán    | 5           |             |  |         |         |       |       |  |
|  |                 |                 | Guasave         | Guasave  | 0        |             |             |             |  |         |         |       |       |  |
|  | Guasave         | Guasave         | Guasave         | Guasave  | 0        | 5           |             |             |  |         |         |       |       |  |
|  | Guasave         | Guasave         |                 |          |          |             |             |             |  |         |         |       |       |  |
|  | Culiacán        | Culiacán        | '2              |          |          |             |             |             |  |         |         |       |       |  |
|  | Culiacán        | Culiacán        | '2              |          |          |             |             |             |  |         |         |       |       |  |
|  |                 |                 |                 |          |          |             |             |             |  |         |         |       |       |  |

### Primer Play-off
| Zona Norte               | Zona Norte | Zona Norte | Zona Norte | Zona Norte | Zona Norte |
| Equipo                   | JJ         | JG         | JP         | PCT        | JV         |
| ------------------------ | ---------- | ---------- | ---------- | ---------- | ---------- |
| Águilas de Mexicali      | 7          | 5          | 2          | .714       | -          |
| Potros de Tijuana        | 7          | 5          | 2          | .714       | -          |
| Naranjeros de Hermosillo | 7          | 2          | 5          | .286       | 3.0        |
| Ostioneros de Guaymas    | 7          | 2          | 5          | .286       | 3.0        |

| Zona Sur               | Zona Sur | Zona Sur | Zona Sur | Zona Sur | Zona Sur |
| Equipo                 | JJ       | JG       | JP       | PCT      | JV       |
| ---------------------- | -------- | -------- | -------- | -------- | -------- |
| Algodoneros de Guasave | 7        | 5        | 2        | .714     | -        |
| Venados de Mazatlán    | 8        | 5        | 3        | .625     | -        |
| Cañeros de Los Mochis  | 8        | 3        | 5        | .375     | 2.0      |
| Tomateros de Culiacán  | 7        | 2        | 5        | .286     | 3.0      |

| Avanza a semifinal |

### Semifinal
| Zona Norte          | Zona Norte | Zona Norte | Zona Norte | Zona Norte | Zona Norte |
| Equipo              | JJ         | JG         | JP         | PCT        | JV         |
| ------------------- | ---------- | ---------- | ---------- | ---------- | ---------- |
| Potros de Tijuana   | 7          | 5          | 2          | .714       | -          |
| Águilas de Mexicali | 7          | 2          | 5          | .286       | 3.0        |

| Zona Sur               | Zona Sur | Zona Sur | Zona Sur | Zona Sur | Zona Sur |
| Equipo                 | JJ       | JG       | JP       | PCT      | JV       |
| ---------------------- | -------- | -------- | -------- | -------- | -------- |
| Venados de Mazatlán    | 5        | 5        | 0        | 1.000    | -        |
| Algodoneros de Guasave | 5        | 0        | 5        | .000     | 5.0      |

| Avanza a la final |

## Final
| Equipos             | JJ | JG | JP | PCT  | JV  |
| ------------------- | -- | -- | -- | ---- | --- |
| Venados de Mazatlán | 7  | 4  | 3  | .571 | -   |
| Potros de Tijuana   | 7  | 3  | 4  | .429 | 1.0 |

| Campeón |

## Cuadro de honor
| Equipos                  | Posición   |
| ------------------------ | ---------- |
| Venados de Mazatlán      | Campeón    |
| Potros de Tijuana        | Subcampeón |
| Águilas de Mexicali      | 3° Lugar   |
| Algodoneros de Guasave   | 4° Lugar   |
| Cañeros de Los Mochis    | 5° Lugar   |
| Naranjeros de Hermosillo | 6° Lugar   |
| Ostioneros de Guaymas    | 7° Lugar   |
| Tomateros de Culiacán    | 8° Lugar   |
| Mayos de Navojoa         | 9° Lugar   |
| Yaquis de Ciudad Obregón | 10° Lugar  |

## Designaciones
A continuación se muestran a los jugadores más valiosos de la temporada.
| Designación         | Ganador          | Equipo                 |
| ------------------- | ---------------- | ---------------------- |
| Jugador Más Valioso | Willie Aikens    | Venados de Mazatlán    |
| Pitcher del Año     | Vicente Palacios | Águilas de Mexicali    |
| Novato del año      | Leonardo Pérez   | Algodoneros de Guasave |
| Mánager del Año     | Carlos Paz       | Venados de Mazatlán    |
| Mánager Campeón     | Carlos Paz       | Venados de Mazatlán    |
| Campeón de Bateo    | John Kruk        | Águilas de Mexicali    |
| Campeón de Pitcheo  | Vicente Palacios | Águilas de Mexicali    |